# Agdistis tamaricis
Agdistis tamaricis is een vlinder uit de familie van de vedermotten (Pterophoridae). De wetenschappelijke naam werd in 1847 als Adactyla tamaricis gepubliceerd door Philipp Christoph Zeller.
De soort komt voor in Europa.

## Synoniemen
- Agdistis bagdadiensis Amsel, 1949